# Кологривовско-Слепцовская волость
Кологривовско-Слепцовская волость (Кологривская волость) — низшая административно-территориальная единица в составе Аткарского уезда Саратовской губернии. Упразднена 16.06.1928. Волостной центр — с. Кологривовка.
Ныне территория волости в Аткарском и Татищевском районах Саратовской области Российской Федерации.

## История
Расширена за счет Варыпаевской и Сосновской волостей 12.11.1923.
В период с 08.02.1924. по 16.06.21928. число сельсоветов увеличилось на 1: Зубовский и уменьшилось на 2: Мало-Осиповский, Семеновский.

## Название
Кологривская волость — по селу Кологривовка. То, в свою очередь, по фамилии помещицы. Село упоминается с 1767 года, когда её помещицей показана квартирмейстерша Кологривова Анна Степановна, урождённая Неклюдова.

## Состав
В 1890 году в состав Кологривской волости входили:
- Большая Осиновка (Осиновка)
- Вязовка (Вязовский Ключ)
- Каменка (1875)
- Карамышка (Карамышевка, Угрюмовка)
- Карякино (Корякино, Никольское)
- Колено
- Кологривовка (Троицкое) — волостной центр
- Мумловка (Ершовка)
- Новая Юматовка (Юматовка)
- Ново-Никольское (Никольское, Каракозовка)
- Слепцовка (Сергиевка)
- Тепловка (Ершовка)
- Федоровка

На 08.02.1924 входили сельские, поселковые советы (в скобках другое наименование или написание):
- Вязовский
- Ершовский
- Каменский
- Каракозовский (Каракозовский 1-й, Каракозовский 2-й)
- Карамышский
- Карякинский (Карякинский 1-й, Карякинский 2-й, Карякинский 3-й, Карякинский 4-й, Карякинский 5-й)
- Кологривовский
- Мумловский
- Ново-Юматовский
- Слепцовский (Слепцовский 1-й, Слепцовский 2-й)
- Федоровский
- Александровский
- Больше-Осиновский
- Варыпаевский
- Вязовский
- Ивановский
- Карамышский
- Карякинский
- Кологривовский
- Мало-Осиновский
- Марфинский
- Мотовиловский
- Ново-Никольский (бывший Каракозовский)
- Огаревский (Агаревский)
- Семеновский
- Слепцовский
- Сосновский
- Старо-Сосновский
- Тепловский
- Языковский